# Doi Saket (huyện)
Doi Saket (tiếng Thái: ดอยสะเก็ด) là một huyện (‘‘amphoe’’) ở phía đông tỉnh Chiang Mai  phía bắc Thái Lan.
Huyện được lập năm 1902.

## Địa lý
Các huyện giáp ranh (từ phía nam theo chiều kim đồng hồ) là Mae On, San Kamphaeng, San Sai, Mae Taeng, Phrao của tỉnh Chiang Mai, Wiang Pa Pao của tỉnh Chiang Rai và Mueang Pan của tỉnh Lampang.

## Hành chính
Huyện này được chia thành 14 phó huyện (tambon), các đơn vị này lại được chia thành 110 làng (muban). Doi Saket là một thị trấn (thesaban tambon), nằm trên một phần của tambon Choeng Doi và Luang Nuea. Ngoài ra có 13 Tổ chức hành chính tambon (TAO).
| Số TT | Tên           | Tên tiếng Thái | Số làng | Dân số |  |
| ----- | ------------- | -------------- | ------- | ------ |  |
| 1.    | Choeng Doi    | เชิงดอย         | 13      | 10.750 |  |
| 2.    | San Pu Loei   | สันปูเลย         | 14      | 9.137  |  |
| 3.    | Luang Nuea    | ลวงเหนือ        | 10      | 6.330  |  |
| 4.    | Pa Pong       | ป่าป้อง          | 7       | 3.549  |  |
| 5.    | Sa-nga Ban    | สง่าบ้าน         | 5       | 2.225  |  |
| 6.    | Pa Lan        | ป่าลาน          | 6       | 1.993  |  |
| 7.    | Talat Khwan   | ตลาดขวัญ        | 6       | 3.418  |  |
| 8.    | Samran Rat    | สำราญราษฎร์     | 8       | 3.366  |  |
| 9.    | Mae Khue      | แม่คือ           | 6       | 4.797  |  |
| 10.   | Talat Yai     | ตลาดใหญ่        | 5       | 3.760  |  |
| 11.   | Mae Hoi Ngoen | แม่ฮ้อยเงิน       | 6       | 3.848  |  |
| 12.   | Mae Pong      | แม่โป่ง          | 10      | 5.589  |  |
| 13.   | Pa Miang      | ป่าเมี่ยง         | 6       | 3.638  |  |
| 14.   | Thep Sadet    | เทพเสด็จ        | 8       | 1.716  |  |